# Luis de la Madrid
Luis de la Madrid (Barcelona, 1968) és un muntador i director de cinema espanyol.

## Trajectòria
Va estudiar cinematografia a l'Escola de Mitjans Audiovisuals de l'Ajuntament de Barcelona entre 1989 i 1991 i posteriorment va realitzar el Curs Superior de Cinematografia, en l'especialitat de muntatge, impartit per la Generalitat de Catalunya.
Després de la seva formació, va treballar professionalment des de 1992 en diferents camps de la indústria audiovisual, sent ajudant de producció, ajudant de direcció, ajudant de càmera de televisió, a més de treballar en postproducció. Es va especialitzar en el Muntatge Cinematogràfic a partir de 1995.
A partir de 1998 treballa com a professor de muntatge a l'Escola Superior de Cinematografia i Audiovisuals de la Universitat de Barcelona. Ha participat com a muntador en llargmetratges com El espinazo del diablo dirigida per Guillermo del Toro, Stranded, de Luna, Faust: Love of the Damned, de Brian Yuzna, Els sense nom i Darkness de Jaume Balagueró, Palabras encadenadas de Laura Mañá, i El maquinista de Brad Anderson, premi al millor editor al Festival de Sitges.
El seu primer llargmetratge com a director és La monja, amb el que fou finalista al Festival Internacional de Cinema Fantàstic de Catalunya de 2006.